# Jooseppi Julius Mikkola

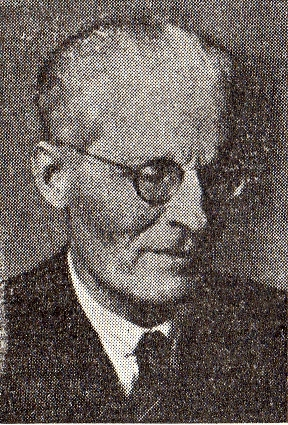
Jooseppi Julius Mikkola.

Jooseppi Julius Mikkola, född 6 juli 1866 i Ylöjärvi, död 28 september 1946 i Helsingfors, var en finsk språkforskare. Han var gift med Maila Mikkola.
Mikkola blev 1893 filosofie doktor, 1895 docent, 1900 extra ordinarie professor och 1921 ordinarie professor i slavisk filologi vid Helsingfors universitet, en befattning han innehade till 1934. 
Mikkola studerade kontakterna mellan östslaviska och östersjöfinska språk, slavisk formlära, indoeuropeiska och slaviska språkförhållanden samt deras historia och litteratur i äldre tider. Han företog forskningsresor till slaviska språkområden och deltog från 1909 i utgivandet av tidskriften "Wörter und Sachen". 
Mikkola försökte även påvisa att Nöteborgsfredens gräns slutade i Norra Ishavet. Han företrädde 1918 regeringen hos chefen för de tyska stridskrafterna i Finland Rüdiger von der Goltz.